# Aziatische auto in 2011
Dit artikel geeft een overzicht van alle Aziatische personenwagens die in 2011 op de markt kwamen. De auto's staan alfabetisch gerangschikt per merk.
| BYD |                  | concern:                          | onafhankelijk |
| BYD | divisie:         |                                   |               |
| BYD | merk:            | BYD China                         |               |
| BYD | model:           | e6 elektrische mpv (1e generatie) |               |
| BYD | einde productie: | ca. 2021                          |               |
| BYD | productieaantal: | ruim 50.000 (verkocht in China)   |               |

| BYD |                  | concern:                   | onafhankelijk |
| BYD | divisie:         |                            |               |
| BYD | merk:            | BYD China                  |               |
| BYD | model:           | G6 sedan (1 generatie)     |               |
| BYD | einde productie: | 2018                       |               |
| BYD | productieaantal: | 85.736 (verkocht in China) |               |

| BYD |                  | concern:                                                   | onafhankelijk |
| BYD | divisie:         |                                                            |               |
| BYD | merk:            | BYD China                                                  |               |
| BYD | model:           | S6 cross-over-suv (1 generatie; kopie van de Lexus RX 400) |               |
| BYD | einde productie: | 2016                                                       |               |
| BYD | productieaantal: | 359.645 (verkocht in China)                                |               |

| Changhe |                  | concern:                                                                       | Chang'an China |
| Changhe | divisie:         |                                                                                |                |
| Changhe | merk:            | Changhe China                                                                  |                |
| Changhe | model:           | Fuyun kleine bestelwagen / minibus (badge-engineered Chana Star S460 uit 2008) |                |
| Changhe | einde productie: | ca. 2013                                                                       |                |
| Changhe | productieaantal: | ?                                                                              |                |

| Chevrolet |                  | concern:                                                                                       | General Motors Verenigde Staten |
| Chevrolet | divisie:         | GM Korea Zuid-Korea                                                                            |                                 |
| Chevrolet | merk:            | Chevrolet Verenigde Staten                                                                     |                                 |
| Chevrolet | model:           | Aveo vijfdeurhatchback / sedan (2e generatie; als Sonic verkocht in Amerika en delen van Azië) |                                 |
| Chevrolet | einde productie: | 2020                                                                                           |                                 |
| Chevrolet | productieaantal: | ca. 600.000 (verkocht in Noord-Amerika en Europa)                                              |                                 |

| Chevrolet |                  | concern: | General Motors Verenigde Staten |
| Chevrolet | divisie:         | GM Korea Zuid-Korea |                                 |
| Chevrolet | merk:            | Chevrolet Verenigde Staten                                                                                             |                                 |
| Chevrolet | model:           | Orlando compacte mpv (1e generatie; afgeleid van de 1e generatie Cruze uit 2009; niet verkocht in de Verenigde Staten) |                                 |
| Chevrolet | einde productie: | 2018 |                                 |
| Chevrolet | productieaantal: | ruim 100.000 (verkocht in Europa, China en Canada)                                                                     |                                 |

| Kia |                  | concern: | Hyundai Motor Company Zuid-Korea |
| Kia | divisie:         | |                                  |
| Kia | merk:            | Kia Zuid-Korea |                                  |
| Kia | model:           | Picanto drie- en vijfdeurhatchback (2e generatie; de driedeurvariant was voornamelijk voor Europa bestemd; in Zuid-Korea zelf als Morning verkocht) |                                  |
| Kia | einde productie: | 2017 |                                  |
| Kia | productieaantal: | ruim 300.000 (verkocht in Europa) |                                  |

| Kia |                  | concern: | Hyundai Motor Company Zuid-Korea |
| Kia | divisie:         | |                                  |
| Kia | merk:            | Kia Zuid-Korea |                                  |
| Kia | model:           | Ray en Ray EV vijfdeur-stadswagen (gebaseerd op de Morning (Picanto); enkel in Zuid-Korea op de markt; de EV werd in 2018 geschrapt en in 2023 opnieuw geïntroduceerd) |                                  |
| Kia | einde productie: | ? |                                  |
| Kia | productieaantal: | ? |                                  |

| Kia |                  | concern: | Hyundai Motor Company Zuid-Korea |
| Kia | divisie:         | |                                  |
| Kia | merk:            | Kia Zuid-Korea                                                                                               |                                  |
| Kia | model:           | Rio drie- en vijfdeurhatchback / sedan (3e generatie; de driedeurvariant was voor de Europese markt bestemd) |                                  |
| Kia | einde productie: | 2017 |                                  |
| Kia | productieaantal: | ruim 600.000 (verkocht in Europa en Noord-Amerika)                                                           |                                  |

| MG |                  | concern:                                                                                   | SAIC China |
| MG | divisie:         |                                                                                            |            |
| MG | merk:            | MG China                                                                                   |            |
| MG | model:           | 3 vijfdeurhatchback / Xross cross-over (2e generatie; kwam in 2013 ook op de Britse markt) |            |
| MG | einde productie: | 2024                                                                                       |            |
| MG | productieaantal: | ca. 275.000 (verkocht in China en het VK)                                                  |            |

| Peugeot |                  | concern:                                                    | Dongfeng Peugeot-Citroën Automobile China |
| Peugeot | divisie:         |                                                             |                                           |
| Peugeot | merk:            | Peugeot Frankrijk                                           |                                           |
| Peugeot | model:           | 308 sedan (afgeleid van de 1e generatie hatchback uit 2007) |                                           |
| Peugeot | einde productie: | ca. 2016                                                    |                                           |
| Peugeot | productieaantal: | ruim 300.000 (verkocht in China)                            |                                           |